# Cnidoscolus rangel
Cnidoscolus rangel är en törelväxtart som först beskrevs av Manuel Gómez de la Maza y Jiménez, och fick sitt nu gällande namn av Mcvaugh. Cnidoscolus rangel ingår i släktet Cnidoscolus och familjen törelväxter. IUCN kategoriserar arten globalt som starkt hotad. Inga underarter finns listade i Catalogue of Life.